# Trachelas sinensis
Trachelas sinensis is een spinnensoort uit de familie van de Trachelidae.
De wetenschappelijke naam van de soort werd in 1995 gepubliceerd door Jun Chen, J.B. Peng & J.Z. Zhao.